# Bumboks
Bumboks (uk. Бумбокс) je ukrajinska grupa osnovana 2004. godine u Kijevu. Pored ukrajinskog, grupa objavljuje pesme i na engleskom i ruskom jeziku. U aprilu 2005. godine, grupa je snimila svoj prvi studijski album — «Меломанія».

## Sastav
- Andrej Hlivnjok (Андрій Хливнюк) — bokal i tekstovi
- Andrej <Muha> Samojlo (Андрій «Муха» Самойло) — gitara
- Valentin Valik Matijok (Валік Матіюк) — udaraljke,
- Aleksej Saomonov (Олексій Согомонов) — producent
- Boric Ginžuk (Борис Гінжук)
- Igor Meljanik (Ігор Мельник)

## Diskografija
- 2005 —
- 2006 —
- 2007 — Тримай (mini album)
- 2008 — III

## Spoljašnje veze
- Spot za pesmu Eva na engleskom
- Zvanični blog
- Starnice o grupi na sajtu izdavača
- O grupi na ruskom sajtu Muslib.ru